# برایان گرین (بازیکن فوتبال)
برایان گرین (انگلیسی: Brian Green; ۵ ژوئن ۱۹۳۵ – ۱۴ اوت ۲۰۱۲) بازیکن فوتبال اهل بریتانیا بود.
از باشگاه‌هایی که در آن بازی کرده‌است می‌توان به باشگاه فوتبال آلترینچام، باشگاه فوتبال بارو، باشگاه فوتبال اکستر سیتی، باشگاه فوتبال چسترفیلد، باشگاه فوتبال روچدیل، باشگاه فوتبال ساوتپورت، و باشگاه فوتبال کولوین بای اشاره کرد.